# Меконій
Меко́ній або первородний кал (лат. meconium) — перші фекалії новонародженого. На відміну від звичайних людських випорожнень, він складається з перетравлених організмом речовин під час перебування у матці: клітин кишкового епітелію, лануго, слизу, амніотичної рідини, жовчі, води. Іншою відмінністю є те, що він має в'язку, липку консистенцію, що нагадує дьоготь, його колір зазвичай темно-оливковий, він майже не має запаху. При розбавленні амніотичною рідиною він набуває відтінків зеленого, коричневого, жовтого. Меконій виходить протягом кількох перших днів після народження, і відтоді кал стає жовтішим — внаслідок перетравлювання молока.
Латинське meconium походить від грец. μηκώνιον — зменшеної форми слова μήκων («мак»). Це пов'язане з характерним зовнішнім виглядом, схожим з препаратами на основі макового насіння, або, за іншою версією, внаслідок думки Арістотеля, що ця речовина спричиняє сон плода в материнській утробі.

## Опис
Меконій зазвичай залишається у кишці плода до народження. Але іноді трапляється і виділення меконію в амніотичну рідину до або під час пологів. У цьому разі він рівномірно розчиняється у рідині та надає їй коричневий колір, це може бути одним з симптомів пригнічення плода. Якщо випорожнення кишки сталося незадовго перед виходом плода (або кесаревим розтином) меконій не встигає розчинитися і залишається у вигляді окремих грудок, суспендованих у рідині. При пологах після вагітності, що тривала понад 40 тижнів, також можуть спостерігати забарвлені меконієм навколоплідні води, причому без всяких патологічних станів. У разі допологового виділення меконію є небезпека його аспірації.
Донедавна меконій вважали стерильним. Але група дослідників з Валенсійського університету в Іспанії виявила бактеріальні спільноти, які науковці розділили на дві категорії. Близько половини зразків мають містити переважно молочнокислі бактерії (такі як Lactobacillus), друга половина переважно містить родину кишкових бактерій (таких як Escherichia coli).
Меконій піддають аналізу для виявлення дії вживаних матір'ю речовин на організм плода. На даних аналізу меконію канадська дослідницька група з Лікарні для хворих дітей при Торонтському університеті довела, що вимірянням продуктів розпаду етилового спирту вони могли виявити дітей, матері яких зловживали алкоголем під час вагітності. У США дані аналізу меконію використовують органи захисту дітей та інші правоохоронні організації для визнання прийнятності збереження за батьками права на виховання дитини. Окрім того, на основі аналізу можна зробити висновок і про тютюнопаління матір'ю під час вагітності.

## Синдром аспірації меконію
Якщо меконій виділився з кишки плода до чи під час пологів, він може потрапити в повітряні шляхи і легені — це називається синдромом аспірації меконію.

## Меконієвий ілеус
Іноді меконій стає дуже в'язким і густим, і затримується у кишці. Цей стан відомий як меконієвий ілеус або меконієва непрохідність кишок. Меконієвий ілеус може бути симптомом хвороби Гіршпрунга і муковісцидозу. В останньому разі він утворює бітумоподібну чорно-зелену масу (у ній можуть бути сіро-білі кулясті включення), що закорковує кишку в ділянці клубової кишки. Нижче місця закоркування лежить вузька і порожня товста кишка. У вищих відділах тонкої кишки накопичується рідкий меконій, що спричиняє здуття черевної ділянки і блювання після народження. Окрім того, є небезпека прориву кишки. Меконієвий ілеус трапляється у близько 20 % випадків захворювання муковісцидозом, у той час як приблизно 20 % випадків меконієвої непрохідності не пов'язані з цією хворобою, як і наявність ілеусу не ускладнює перебіг муковісцидозу. Існує кілька способів лікування цієї недуги.
Меконієвий ілеус слід відрізняти від синдрому затримання меконію, коли густа маса слизу не дає первородному калу вийти з кишки. При цьому нема ризику прориву кишки, а товста кишка при обстеженні за допомогою барієвої клізми показує скоріше нормальний стан, на відміну від атрофованої при муковісцидозі.

## Інше вживання терміна
- В ентомології «меконієм» називають продукт метаболізму, що виходить з кишківника комахи після її перетворення з лялечки на імаго. Деякі комахи, наприклад, жуки і частина перетинчастокрилих (Aculeata) виділяють меконій перед перетворенням, наприкінці лялечкової стадії.

## Галерея

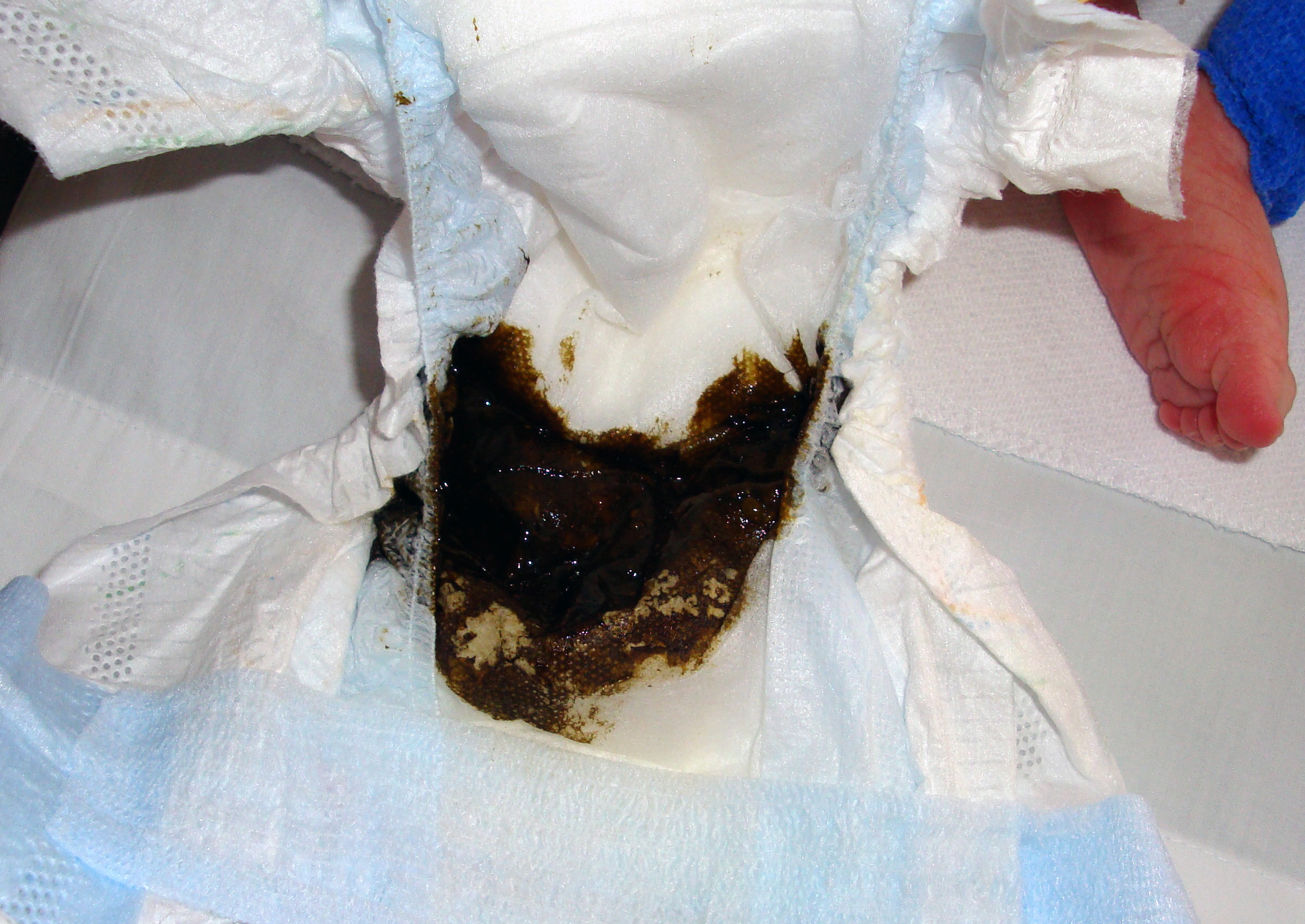
Меконій 13-годинного новонародженого
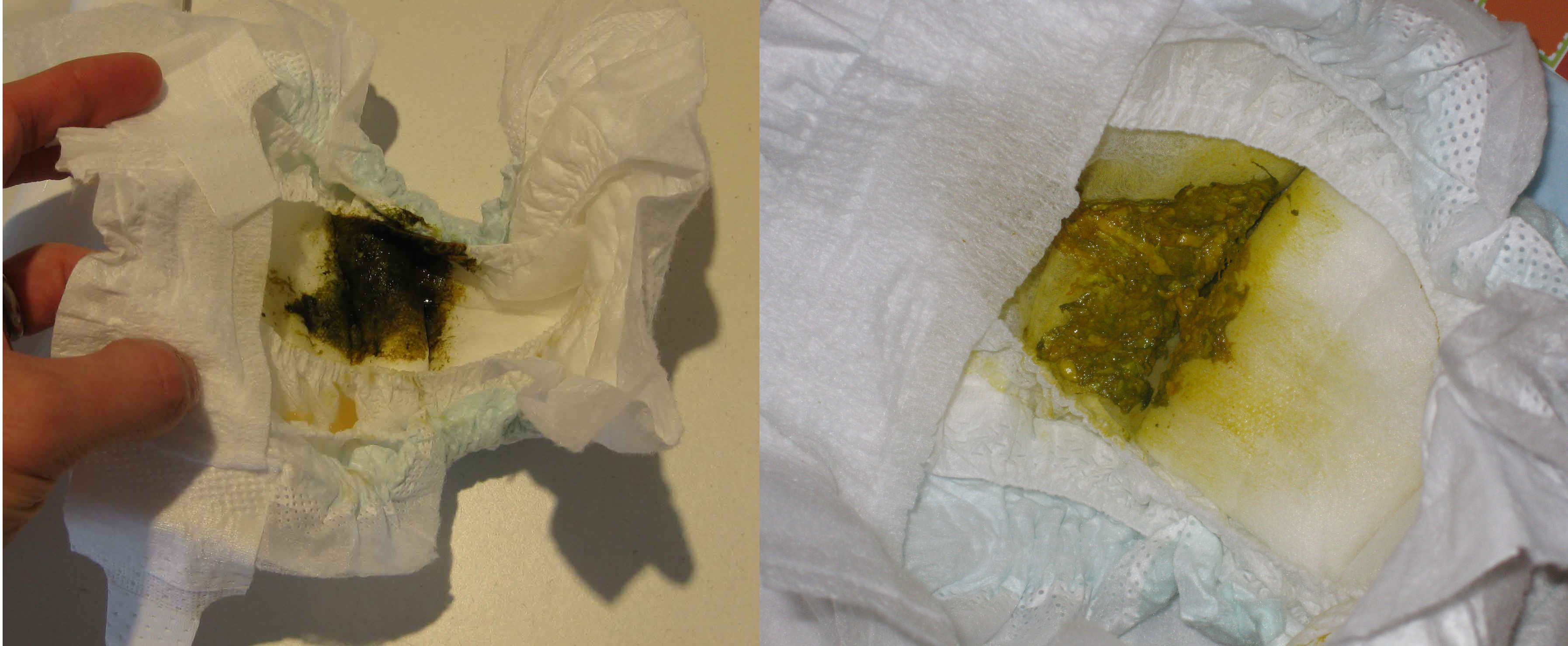
Меконій 48-годинного новонародженого порівняно з калом 1-тижневого немовляти